# Apol·lodor de Damasc
Apol·lodor de Damasc fou un arquitecte i enginyer grec que va viure sota els emperadors Trajà i Hadrià. El primer li va fer construir un Forum, un Odeum, i un gimnàs a Roma i el Pont de Trajà a la Dàcia; el segon, a causa d'una indiscreció de l'arquitecte, el va enviar al desterrament, i finalment el va fer matar.